# 曹河乡
曹河乡，是中华人民共和国河南省周口市淮阳区下辖的一个乡。

## 行政区划
曹河乡下辖以下地区：
王楼村、四所楼村、殷庄村、程楼村、赫营村、栗集村、位庄村、石营村、徐营村、曹河村、盐厂村、冷庄村、党路口村、高楼村、位老村、位桥村、郝庄村、何楼村、顾庄村、东黄村、西黄村、侯家村和朱庄村。